# クチョヴァ
クチョヴァ（アルバニア語: Kuçovë, Kuçova）はアルバニアのベラト州の基礎自治体と都市である。2015年に旧基礎自治体のクチョヴァ、コザレ、ペロンディおよびルマスから設けられた。クチョヴァ市は基礎自治体庁所在地である。2023年に基礎自治体の人口は31,077人であり、都市の人口は12,629人だった。2024年3月4日にクチョヴァ空軍基地が完成された。
サッカークラブはKFナフタタリ・クチョヴァである。主にバシュキム・スレイマニ・スタジアムで試合をする。